# 辻稔
辻稔（つじ みのる、1967年7月 - ）は、フリーのテレビカメラマン。静岡県田方郡戸田村（現沼津市）出身。

## 略歴
1988年、ニユーテレスに入社。
1995年、退社。後にスウィッシュ・ジャパンに移籍。
2003年の『FNS27時間テレビ』（フジテレビ）で笑福亭鶴瓶の局部が映ってしまう事件があったが、辻はこの時に担当していたカメラマンである。後にナインティナインの岡村隆史から「伝説のカメラマン」と言われる。
2005年3月にスウィッシュジャパンを退社しフリーで活動。
2009年から母校である『東京ビジュアルアーツ』にて非常勤講師（カメラマンコース）を担当。
2013年には辻の出身でもある静岡県にあるテレビ静岡（フジテレビ系列）で放送している番組の公開生放送でカメラマンとして参加。同年、30年来のファンであった２つのフュージョンバンド「T-SQUARE」と「CASIOPEA」の撮影に携わる事になる
2014年、田村淳プロデュースのアイドルグループ「スルースキルズ」のMV、ライブ映像を手掛ける
2020年、配信番組『倉庫deライブ』の撮影を担当。

## 人物
- バラエティー番組を中心に担当し、躍動感あふれる画づくりを得意とする。
- 『内村プロデュース』では、「芸人魂チェック隊」等の企画で「突撃カメラマン」として登場するなど、裏方のカメラマンにしては露出が多い場合もある。
- 『内村プロデュース』から誕生したNO PLANの楽曲の一つ『ARIGATOU!』には、辻に関する歌詞がある。
- 業界での評価は高く、放送作家中野俊成曰く「バラエティー界のロバート・キャパ」。
- NMB48 山本彩をNMB結成当時より応援している。
- 田村淳プロデュースのアイドルグループ「スルースキルズ」のPV撮影を担当している。きっかけは、『めちゃイケ』（フジテレビ）新メンバーオーディションファイナリストの栗山夢衣との絆から。
- 『アメトーーク!』撮影時、フルーツポンチ・村上健志の膝が曲がらない事を指摘し『ヒザ神』誕生のきっかけを作った。
- 『アメトーーク!』、ナダルアンビリーバボーの回。ナダルに「カメラを動かさんといて！」と言われ逆ギレ。カメラをナダルから外し放置。下の方に向けられたカメラの画角にナダルが土下座してフレームイン。伝説の土下座カメラワークと言われる。

## 現在の担当番組
- アメトーーク!
- ロンドンハーツ
- 倉庫deライヴ（配信番組 AMDチャンネル）

## 過去の担当作品

### チーフ番組
- めちゃ²イケてるッ!
- 内村プロデュース
- 『ぷっ』すま
- ドスペ!2マイナスターズ・ネガティブ・ライブ（テレビ朝日）
- ガレッジセール物語（フジテレビ）
- Q99
- ナイナイナ
- 新しい波
- とぶくすり
- とぶくすりZ
- 殿様のフェロモン
- めちゃ×2モテたいッ!
- 新しい波8
- 赤ちゃん金ちゃんしゃべる部屋※SW
- FNS27時間テレビ
- 世の中どこ見てんのよ!?ジャリバラ!
- 神経質バラエティー 心配さん（テレビ東京）
- LIVE STAND
- ゲストとゲスト
- バカソウル
- 俺たちが司会者!
- ゼロテレビ・めちゃ×2ユルんでるッ!、めちゃx2タメしてるツ!（ネット配信）
- 志村&鶴瓶のあぶない交遊録（テレビ朝日）

### オリジナルビデオ
- 石井東吾【ジークンドー・ファイナルステージ】究極のカウンター戦術ＤＶＤ
- サンドウィッチマンLIVE 2018
- サンドウィッチマン LIVE 2019
- 「代紋TAKE2」（的場浩司・主演）part.3
- リアクションの殿堂（ダチョウ倶楽部＆出川哲朗DVD）
- ペルソネル活動（ココリコ田中コントDVD）
- さまぁ〜ずLIVE5
- マイナスターズライブ
- アメトーークDVDシリーズ
- 内村プロデュースDVDシリーズ
- 内村プロデュース 真夏の夜の夢
- 内村プロデュース お気に召すまま〜ん
- ガレッジセールLIVE2008
- 乃木坂46 2ndシングル「おいでシャンプー」特典DVD「桜井玲香編」
- 乃木坂46 3rdシングル「走れ！Bicycle」特典DVD「白石麻衣編」
- レイザーラモンRG　DVD「ライブ・イン・ジャパン」

### 参加番組
- やべっちFC（テレビ朝日）
- リングの魂（テレビ朝日）
- あなあきロンドンブーツ（テレビ朝日）
- ぷらちなロンドンブーツ（テレビ朝日）
- ゲッパチ!UN アワーありがとやんした!?（フジテレビ）
- ウッチャンナンチャンのやるならやらねば!（フジテレビ）
- ウッチャンナンチャンのウリナリ!!（日本テレビ）
- 夢で逢えたら（フジテレビ）
- 夢の中から（フジテレビ）
- 笑いの殿堂）（フジテレビ）
- 志村けんのだいじょうぶだぁ（フジテレビ）
- オールナイトフジ（フジテレビ）
- 3人の怒れる家族(フジテレビ)
- ものまね王座決定戦（フジテレビ）

参加LIVE作品
- T-SQUARE

(安藤正容Final Live)(2021)
(FLY! FLY! FLY! TOUR 2021)【撮影監督】
(HORIZON SPECIAL TOUR 2019)【撮影監督】
(40th Anniversary CeleBration Concert)(2018)
(THE SQUARE REUNION THE LEGEND)(2017)
(THE SQUARE REUNION FANTASTIC HISTORY)(2017)
(THE SQUARE REUNION THE LEGEND~31年ぶりのザ・スクエア＠横浜ライブ～）（2016）
(FANTASTIC SQUARE LIVE)(2015)
(T-SQUARE SUPER SPECIAL BAND LIVE ''Festival'')(2013)

・和泉宏隆 公式チャンネル ソロピアノLIVE【撮影監督】
- CASIOPEA 3rd

(CELEBLATE 40th)
(CASIOPEA 3rd & INSPILITS Both Anninersary Gig)
(A･SO･N･DA TOUR 2015)
- 安全地帯【甲子園球場LIVE さよならゲーム】
- 安全地帯【ALL TIME BEST 「35」】
- 玉置浩二LIVE (2021,2020,2018,2016,2015,2014)
- 郷ひろみ LIVE (2018,2017,2016,2015,2014,2013,2011)
- 布袋寅泰 LIVE (2021,2019.2018.2017.2016.2015.2014.2013,2012)
- COMPLEX LIVE(2011)
- 吉川晃司 LIVE(2011)
- 松任谷由実 LIVE (2019.2017.2014)
- PRINCESS PRINCESS LIVE (2012,2013)
- サザンオールスターズ（2013,2015)
- 安室奈美恵(2018 LAST)
- GLAY LIVE (2015)
- TUBE LIVE (2018)
- 吉田拓郎 (2012.2014.2016)
- 橋幸夫60周年記念コンサート【撮影監督】
- 小桜舞子コンサート2021【撮影監督】
- ZOOCO Live (2019,2021)【撮影監督】

　ほか多数
MUSIC VIDEO
- スルースキルズ【バカヤロウ！】

　　　　　　　  　【幕開けセンセーション！】
　　　　  　　　　【帰らな～い！】
- まうかな【描くは逆転ホームラン】

　　　　  　【難解でも好き】
- NUDYLINE【AHA Anthem】
- 純粋カフェラッテ【追い風フォルテシモ】
- 中園亜美 【The Real】
- I-RING【Higher Ｇlow】
- WAKASA